# Ronald Habi
Ronald Habi (Kneževo, 23. kolovoza 1977.), hrvatsko-mađarski je umirovljeni nogometaš. Igrač je sredine terena.
Rodio se je u Hrvatskoj, u baranjskom selu Kneževu, u obitelji pripadnika mađarske manjine; sam se izjašnjava Hrvatom. Igračku je karijeru počeo u mjesnom niželigašu Jadranu 1991. godine, u kojem je ostao do 1996. godine. Potom je otišao u Vojvodinu, u kojoj je igrao za Kikindu dvije godine te još četiri godine za Vojvodinu, u kojoj je došao do završnice Intertoto kupa 1998. godine.
Nakon isteka ugovora s Vojvovodinom, za Habija se jedno vrijeme zanimao i zagrebački Dinamo, no nije ga angažirao.
2002. je otišao u Mađarsku, u Debrecenija, u kojem je osvojio dva prvenstva, igrajući zajedno s hrvatskim vratarem Sandrom Tomićem. Iste je godine dobio mađarsko državljanstvo. U Debreceniju je ostao četiri godine, nakon čega je otišao u budimpeštanski Újpest u kojem je bio tri godine, a jednu ga je godinu Újpest posudio Siófoku. Od 2009. godine je igrao u niželigašu Bárándu, nakon čega je prekinuo profesionalnu karijeru zbog brojnih i teških ozljeda. 2010. je igrao za trećeligaša Hajduszobolo SE iz istoimenog grada.

## Trofeji
- prvak Mađarske: 2004., 2005.
- kup Mađarske: 2009./2010. (županijski kup)